# ХК ЦСКА (1996—2002)
ХК ЦСКА — российский хоккейный клуб, существовавший в 1996—2002 годах. Образовался после того, как приказом Министра обороны РФ из армии и поста главного тренера ЦСКА был уволен Виктор Тихонов. Всё время существования клуба (19 апреля 1996 — 1 августа 2002) Тихонов был его главным тренером. В 1999—2001 годах носил название «ХК Москва».

## История раскола
19 апреля 1996 года Министр обороны РФ Павел Грачев подписал приказ об увольнении в запас из Вооруженных сил РФ и освобождении от должности главного тренера команды ЦСКА Виктора Тихонова. Также Министр обороны освободил от должности генерального директора ЦСКА Валерия Гущина. На пост главного тренера ЦСКА был назначен Александр Волчков, руководивший до этого командой ЦСКА-2, вторым тренером — Сергей Гимаев, начальником команды — Виктор Жлуктов.
Тихонов, находившийся к тому моменту на чемпионате мира, заявил, что не покинет пост главного тренера ЦСКА. После возвращения с чемпионата мира, заручившись поддержкой Федерации хоккея России и только что созданной Российской хоккейной лиги, Тихонов и Гущин начали комплектование команды на сезон 1996/97. Будучи учредителем РХЛ (от ЦСКА учредителем выступало ТОО «ХК ЦСКА», являвшееся владельцем бренда ЦСКА), ТОО «ХК ЦСКА» Тихонова затвердил себе место в Суперлиге. 14 мая 1996 года команда Министерства обороны была вынуждена создать собственное акционерное общество — «ПХК ЦСКА» (президент — Виктор Жлуктов), которому Министерство обороны передало права на использование бренда, что породило долгие судебные разбирательства за право пользования брендом ЦСКА между штатной командой ЦСКА и тихоновским «ХК ЦСКА».
В первый сезон в Суперлиге РХЛ «ХК ЦСКА» занял высокое место в «Западной зоне» регулярного чемпионата, пробившись в плей-офф. Однако в сезоне 1997/98 «ХК ЦСКА» вылетел в переходный турнир и по его итогам отправился в Высшую лигу. Более того, команда Виктора Тихонова дважды в сезоне уступила ЦСКА Александра Волчкова — 2:3 и 1:2 ОТ. В сезоне 1999/2000 команде Тихонова запретили называться ХК ЦСКА, в результате команда выступала под брендом ХК «Москва».. Сезон 2000—2001 гг. мог стать решающим для двух клубов в деле объединения в один. Дело шло к объединению. Виктор Тихонов делегировал трех ведущих игроков в ЦСКА Владимира Крутова, который боролся за прописку в Суперлиге. В итоге ЦСКА в Суперлиге удержался, но объединения двух клубов в межсезонье так и не произошло.
В сезоне 2001/02, получив солидное финансирование от структур Евгения Гинера и поддержку от начальника «большого» ЦСКА Михаила Мамиашвили, вновь именующийся «ХК ЦСКА» успешно выступил в первенстве Высшей лиги и вошел в состав участников Суперлиги. В апреле 2002 года Гинер выкупил акции ПХК ЦСКА, после чего процесс объединение двух команд становился вопросом времени.
01 августа 2002 года состоялось объединение ЦСКА и «ХК ЦСКА» в одну команду. Президентом и главным тренером клуба был назначен Виктор Тихонов. Генеральным директором — Валерий Гущин.

## Руководство, менеджмент, тренерский штаб
- Генеральный директор — Гущин Валерий Иванович (1996—2002)

- Генеральный менеджер — Журавлёв Георгий Михайлович (1996—1999)
- Генеральный менеджер — Румянцев Андрей Юрьевич (1999—2000)
- Генеральный менеджер — Карманов Юрий Игоревич (2000—2002)

- Главный тренер — Тихонов Виктор Васильевич (1996—2002)
- Тренер — Кузькин Виктор Григорьевич (1996—1999)
- Тренер — Попов Владимир Фёдорович (1996—2002)
- Тренер — Канарейкин Фёдор Леонидович (1999—2000)
- Тренер — Чабарин Юрий Александрович (2000—2002)
- Тренер — Сибирко Вадим Анатольевич (2000—2002)
- Тренер — Тихонов Василий Викторович (2002)
- Тренер вратарей — Пашков Александр Константинович (1996—1998)

## Результаты выступлений
| Сезон     | Лига                 | Место | И  | В      | Н  | П      | Ш       | О   |
| --------- | -------------------- | ----- | -- | ------ | -- | ------ | ------- | --- |
| 1996/1997 | Суперлига            | 13    | 40 | 12     | 10 | 18     | 88-112  | 34  |
| 1997/1998 | Суперлига            | 24    | 26 | 6      | 3  | 17     | 44-82   | 15  |
| 1998/1999 | Высшая лига          | 5     | 36 | 19     | 3  | 14     | 153-87  | 41  |
| 1999/2000 | Высшая лига          | 6     | 44 | 21 (1) | 3  | 19 (0) | 198-147 | 68  |
| 2000/2001 | Высшая лига          | 6     | 66 | 17 (1) | 6  | 19 (2) | 144-129 | 61  |
| 2001/2002 | Высшая лига, «Запад» | 1     | 56 | 39 (1) | 4  | 10 (2) | 259-116 | 125 |

- Самая крупная победа — 18:3 («Авангард» (Тамбов) — 1999/00)
- Самое крупное поражение — 0:10 («Нефтехимик» (Нижнекамск) — 1997/98).